# A-GENERATION
『a-GENERATION』（エー・ジェネレイション）は、文化放送で土曜日の深夜に放送されていたアニラジ番組。2010年4月10日放送開始。パーソナリティはangela (atsuko / KATSU) 。
文化放送においては毎週土曜深夜27:00 - 28:00に放送されており、文化放送A&Gゾーンの位置づけである。2013年秋改編で直後の番組がA&Gでなくなったことで、A&G土曜の最終番組となっていた。
2015年3月いっぱいで終了。これにより土曜深夜27時台はA&G枠から外れ一般番組枠に転換される。

## 概要
「アニメ総合情報番組」と銘打ち、アニメ界の様々な情報を伝えている。
アニラジ恒例の番組内での挨拶は「え〜じぇねじぇね!」。お別れの際は「じぇ〜ね〜」。
2011年8月13日は文化放送第1スタジオからの生放送を実施。
オープニングは「蒼い春」に所収されている『ツナガル→ム』。

## コーナー
業界最新ニュース
アニメ業界の最新の話題を紹介している。原稿はatsukoとKATSUが交互に呼んだりどちらか一方が読み続けたりしている。
a-GENEさん、いらっしゃ〜い!
いわゆる、ゲストコーナー。以降のゲストはこの枠に出演する。ゲストがない場合は休止。
2013年7月の放送からコーナー名としては消滅し、この直前の「業界最新ニュース」でゲストを紹介。その場合はニュースの1本目がゲスト紹介、2本目から4本目はフラッシュでニュースをチェックし、ゲストに気になったニュースを伺う。
コーナー終盤に、ゲストの方に次の出演者をブッキングしてもらうやり取りを行っている。「森田一義アワー 笑っていいとも!」の「テレフォンショッキング」と要領は同様である。
a-GENE RANKING!
ゲストがいないときに放送されるため不定期。a-GENERATIONのオリジナルランキングを紹介していく。
angela流
数多のアニソンの中からセレクトして、angelaの気まぐれでアレンジしようというコーナーである。
カバーされた楽曲は以下の通り。
- 第15回 岡崎律子「For フルーツバスケット」アコギver.（アニメ「フルーツバスケット」主題歌）
- 第16回 岡崎律子「For フルーツバスケット」ピアノver.（同上）
- 第17回 岡崎律子「For フルーツバスケット」シャッフルver.（同上）
- 第19回 荒井由実「やさしさに包まれたなら」アコギver.（映画「魔女の宅急便」エンディング）
- 第22回 あんしんパパ「はじめてのチュウ」（アニメ「キテレツ大百科」テーマ曲）、高橋洋子「魂のルフラン」（映画「新世紀エヴァンゲリオン劇場版 シト新生」主題歌）、岩崎良美「タッチ」（アニメ「タッチ」主題歌）
- 第23回 B.B.クィーンズ「おどるポンポコリン」（アニメ「ちびまる子ちゃん」主題歌）
- 第24回 ドリーミング「アンパンマンのマーチ」（アニメ「それいけ!アンパンマン」主題歌）
- 第26回 杏里「CAT'S EYE」（アニメ「キャッツ♥アイ」主題歌）
- 第30回 May'n/中島愛「ライオン (May'n/中島愛の曲)」（アニメ「マクロスF」主題歌）
- 第32回 クリスタルキング「愛をとりもどせ!!」（アニメ「北斗の拳」主題歌）
- 第35回 See-Saw「あんなに一緒だったのに」（アニメ「機動戦士ガンダムSEED」ED）
- 第43回 池田鴻「翔べ! ガンダム」（アニメ「機動戦士ガンダム」主題歌）
- 第45回 桜高軽音部「ふわふわ時間」（アニメ「けいおん!」挿入歌）
- 第48回 supercell「君の知らない物語」（アニメ「化物語」挿入歌）
- 第52回 桜高軽音部「Don't say "lazy"」（アニメ「けいおん!」ED）
- 第54回 斉藤由貴「悲しみよこんにちは」（アニメ「めぞん一刻」主題歌）
- 第56回 TM NETWORK「Get Wild」（アニメ「シティーハンター」主題歌）
- 第59回 榎本温子・鈴木千尋（井上陽水）「夢の中へ」（アニメ「彼氏彼女の事情」主題歌）
- 第62回 AKINO「創聖のアクエリオン」（アニメ「創聖のアクエリオン」主題歌）
- 第66回 平野綾「冒険でしょでしょ?」（アニメ「涼宮ハルヒの憂鬱」主題歌）
- 第76回 前川陽子「キューティーハニー」（アニメ「キューティーハニー」主題歌）
- 第79回 松本梨香「めざせポケモンマスター」（アニメ「ポケットモンスター」主題歌）
- 第84回 奥華子「ガーネット」（アニメ「時をかける少女」主題歌）
- 第89回 ゴダイゴ「銀河鉄道999」（映画「銀河鉄道999」主題歌）

## ゲスト
- 第1回（2010年4月10日） - 冲方丁
- 第4回（2010年5月1日） - 高橋洋子
- 第5回（2010年5月8日） - 鷲崎健
- 第8回（2010年5月29日） - 田中雅之（元クリスタルキング）
- 第9回（2010年6月5日） - 友納真緒
- 第10回（2010年6月12日） - ±ふぃに（小清水亜美・三瓶由布子）（コメントゲスト）
- 第10回（2010年6月12日） - 浪川大輔
- 第12回（2010年6月26日） - 野中藍
- 第13回（2010年7月3日） - Little Non（ノゾミ・大生伊藤）
- 第15回（2010年7月17日） - ゆいかおり
- 第17回（2010年7月31日） - 野川さくら
- 第20回（2010年8月21日） - Rayflower（Ikuo・YUKI）
- 第22回（2010年9月4日） - 高橋直純
- 第23回（2010年9月11日） - 宗次郎（オカリナ奏者）
- 第24回（2010年9月18日） - 星野卓也（お笑い芸人）
- 第25回（2010年9月25日） - 國府田マリ子
- 第27回（2010年10月9日） - 石原壮一郎
- 第28回（2010年10月16日） - 白石涼子
- 第29回（2010年10月23日） - Team.ねこかん[猫] featuring.天乙准花
- 第32回（2010年11月13日） - 中西豪（スターチャイルド・angelaプロデューサー）
- 第34回（2010年11月27日） - 飯塚雅弓
- 第35回（2010年12月4日） - 諏訪勝
- 第36回（2010年12月11日） - 米倉千尋
- 第38回（2010年12月25日） - 時雨沢恵一
- 第41回（2011年1月15日） - フレンチ・キス (アイドルユニット)（コメントゲスト）
- 第42回（2011年1月22日） - 時雨沢恵一（「angela流」以外すべてを休止、50分に渡って3人で進行した）
- 第44回（2011年2月5日） - 齋藤順
- 第45回（2011年2月12日） - 早乙女由香
- 第46回（2011年2月19日） - 霜月はるか
- 第48回（2011年3月5日） - 浅野真澄
- 第54回（2011年4月16日） - 丹下桜
- 第55回（2011年4月23日） - 大槻ケンヂ
- 第57回（2011年5月7日） - たかのてるこ
- 第59回（2011年5月21日） -  堀江由衣
- 第60回（2011年5月28日） -  Team.ねこかん【猫】
- 第62回（2011年6月11日） -  ちゃ～り～（PAエンジニア）、西條優子（音楽プロデューサー）
- 第66回（2011年7月9日） - 丹下桜
- 第70回（2011年8月6日） - 喜多村英梨
- 第73回（2011年8月27日） - 榊原ゆい
- 第77回（2011年9月24日） - 佐々木心音
- 第79回（2011年10月8日） - 米倉千尋
- 第81回（2011年10月22日） - 山口理恵
- 第82回（2011年10月29日） - 岩崎良美
- 第83回（2011年11月5日） - 上坂すみれ
- 第84回（2011年11月12日） - 松来未祐
- 第85回（2011年11月19日） - 中西豪（スターチャイルド・angelaプロデューサー）
- 第86回（2011年11月26日） - 桜田航成、田川景一
- 第90回（2011年12月24日） - 佐咲紗花
- 第94回（2012年1月21日） - Zwei

## ネット局（ナイターオフ期限定）
- 前番組の「聞かなきゃ☆そん♪Song!」を引き継ぎ、2010年10月よりナイターオフ期限定で全国10局（ラジオ佐賀を含めると11局）へむけ「ラジオアミューズメントパーク第8期・火曜」内にてネットされるようになり、全国10局ネット（ラジオ佐賀を含めると11局ネット）になる（ただし曜日が変わっている。「そんそん」は月曜日）。angelaの出身・岡山県でもクリアに2人の声が聴けるようになる。
- 2011年10月以降は「ラジオアミューズメントパーク第9期・金曜」内で全国9局（ラジオ佐賀を含めると10局）へむけて、また2012年10月以降は「ラジオアミューズメントパーク第10期・火曜」内で全国10局（ラジオ佐賀を含めると11局）へむけてネットされた。
- なお、一部地域では50分版でのネットとなるため途中飛び降り（「angela流」のコーナーとエンディングがカットされる。飛び降り地域向け挨拶あり）。この地域ではニッポン放送制作「サウンドトラベル」をネット。
- 文化放送ではCMなしで放送されるが、ネット局ではCM枠を設けなければならない。そのため、曲の後半とジングル部分をカットしてCM枠に充てている。CMフィラーには「蒼い春」のインストゥルメンタルを使用している。
- またネット局ではオープニングジングルが流れる前に「ラジオアミューズメントパーク!」というタイトルコールが付加される。
- 2013年度からは同じ時間帯において「オトナカレッジ」が放送開始となり、文化放送と同時ネットしている。そのため当番組はNRN番組から外され、以降は最終回まで通年で文化放送ローカルでの放送となった。同様のパターンの番組が「太田英明のMUSIC NEO」であるが、こちらは「オトナカレッジ」が放送されない月曜日にて引き続きNRN番組として放送されたが、こちらも2014年度から文化放送ローカルとなり、同年度限りで（本番組と同時期に）終了した。

歴代のネット局
- NRN系列に配信。文化放送以外のネット局はJRNとのクロスネット。

| 放送対象地域                                                             | 放送局             | 放送時間                 | 放送期間                      |
| ------------------------------------------------------------------------ | ------------------ | ------------------------ | ----------------------------- |
| 関東広域圏                                                               | 文化放送（制作局） | 毎週土曜日 27:00 - 28:00 | 2010年4月10日 -               |
| ラジオアミューズメントパーク・ネット局（2010年度第8期・全国11局ネット）  |                    |                          |                               |
| 岩手県                                                                   | IBC岩手放送        | 毎週火曜日 21:00 - 22:00 | 2010年10月5日 - 2011年3月29日 |
| 和歌山県                                                                 | 和歌山放送         | 毎週火曜日 21:00 - 22:00 | 2010年10月5日 - 2011年3月29日 |
| 岡山県                                                                   | 山陽放送           | 毎週火曜日 21:00 - 22:00 | 2010年10月5日 - 2011年3月29日 |
| 山口県                                                                   | 山口放送           | 毎週火曜日 21:00 - 22:00 | 2010年10月5日 - 2011年3月29日 |
| 秋田県                                                                   | 秋田放送           | 毎週火曜日 21:00 - 21:50 | 2010年10月5日 - 2011年3月29日 |
| 富山県                                                                   | 北日本放送         | 毎週火曜日 21:00 - 21:50 | 2010年10月5日 - 2011年3月29日 |
| 石川県                                                                   | 北陸放送           | 毎週火曜日 21:00 - 21:50 | 2010年10月5日 - 2011年3月29日 |
| 福井県                                                                   | 福井放送           | 毎週火曜日 21:00 - 21:50 | 2010年10月5日 - 2011年3月29日 |
| 鳥取県 島根県                                                            | 山陰放送           | 毎週火曜日 21:00 - 21:50 | 2010年10月5日 - 2011年3月29日 |
| 長崎県                                                                   | 長崎放送           | 毎週火曜日 21:00 - 21:50 | 2010年10月5日 - 2011年3月29日 |
| 佐賀県                                                                   | NBCラジオ佐賀      | 毎週火曜日 21:00 - 21:50 | 2010年10月5日 - 2011年3月29日 |
| ラジオアミューズメントパーク・ネット局（2011年度第9期・全国10局ネット）  |                    |                          |                               |
| 和歌山県                                                                 | 和歌山放送         | 毎週金曜日 21:00 - 22:00 | 2011年10月7日 - 2012年3月     |
| 岡山県                                                                   | 山陽放送           | 毎週金曜日 21:00 - 22:00 | 2011年10月7日 - 2012年3月     |
| 山口県                                                                   | 山口放送           | 毎週金曜日 21:00 - 22:00 | 2011年10月7日 - 2012年3月     |
| 秋田県                                                                   | 秋田放送           | 毎週金曜日 21:00 - 21:50 | 2011年10月7日 - 2012年3月     |
| 富山県                                                                   | 北日本放送         | 毎週金曜日 21:00 - 21:50 | 2011年10月7日 - 2012年3月     |
| 石川県                                                                   | 北陸放送           | 毎週金曜日 21:00 - 21:50 | 2011年10月7日 - 2012年3月     |
| 福井県                                                                   | 福井放送           | 毎週金曜日 21:00 - 21:50 | 2011年10月7日 - 2012年3月     |
| 鳥取県 島根県                                                            | 山陰放送           | 毎週金曜日 21:00 - 21:50 | 2011年10月7日 - 2012年3月     |
| 長崎県                                                                   | 長崎放送           | 毎週金曜日 21:00 - 21:50 | 2011年10月7日 - 2012年3月     |
| 佐賀県                                                                   | NBCラジオ佐賀      | 毎週金曜日 21:00 - 21:50 | 2011年10月7日 - 2012年3月     |
| ラジオアミューズメントパーク・ネット局（2012年度第10期・全国11局ネット） |                    |                          | 2011年10月7日 - 2012年3月     |
| 岩手県                                                                   | IBC岩手放送        | 毎週火曜日 21:00 - 22:00 | 2012年10月 - 2013年3月        |
| 和歌山県                                                                 | 和歌山放送         | 毎週火曜日 21:00 - 22:00 | 2012年10月 - 2013年3月        |
| 岡山県                                                                   | 山陽放送           | 毎週火曜日 21:00 - 22:00 | 2012年10月 - 2013年3月        |
| 山口県                                                                   | 山口放送           | 毎週火曜日 21:00 - 22:00 | 2012年10月 - 2013年3月        |
| 秋田県                                                                   | 秋田放送           | 毎週火曜日 21:00 - 21:50 | 2012年10月 - 2013年3月        |
| 富山県                                                                   | 北日本放送         | 毎週火曜日 21:00 - 21:50 | 2012年10月 - 2013年3月        |
| 石川県                                                                   | 北陸放送           | 毎週火曜日 21:00 - 21:50 | 2012年10月 - 2013年3月        |
| 福井県                                                                   | 福井放送           | 毎週火曜日 21:00 - 21:50 | 2012年10月 - 2013年3月        |
| 鳥取県 島根県                                                            | 山陰放送           | 毎週火曜日 21:00 - 21:50 | 2012年10月 - 2013年3月        |
| 長崎県                                                                   | 長崎放送           | 毎週火曜日 21:00 - 21:50 | 2012年10月 - 2013年3月        |
| 佐賀県                                                                   | NBCラジオ佐賀      | 毎週火曜日 21:00 - 21:50 | 2012年10月 - 2013年3月        |

1. ↑  これまでは、時報後に「A&G Dream Push!」が放送されていたので、27:01.25から放送が始まっていたが、当番組から枠消滅。時報後から番組が始まる。
2. ↑  IBCラジオのみ震災報道関連のため3月8日をもって事実上の打ち切り
3. 1 2 3 4 5 6  ラジオアミューズメントパークの番組内番組扱い。